# Sint-Odradakerk
De Sint-Odradakerk (oftewel de parochiekerk Sint-Odrada) is gelegen in het gehucht Millegem, in de Belgische gemeente Mol. Voor 1818 behoorde Millegem bij Geel. In 1818 werd Millegem onder Mol gevoegd en daardoor werd ook de Sint-Odradakerk een onderdeel van Mol. De neoromaanse kerk die oorspronkelijk in Millegem stond vanaf 1858, werd gesloopt omdat deze versleten was en te klein in verhouding tot het aantal parochianen. In 1959 begon de bouw van de Sint-Odradakerk, in 1961 was deze kerk volledig voltooid. De kerk is genoemd naar de Heilige Odrada.

## Ontstaan van de Sint-Odradakerk
Enkele stappen naast de plek van de Sint-Odradakerk stonden voor de bouw van deze kerk nog twee andere kerken. Het eerste kerkje had een basis van ijzerzandsteen en bestond sinds circa 1400. De tweede kerk die zich op een klein stukje van eerste gebouw bevond, had een Romaanse stijl, zou gebouwd worden in de vorm van een Latijns kruis en zou 28 meter hoog worden. De bouw van deze kerk begon in 1858 en was het ontwerp van J. Van Gastel. Op 17 november 1858 heeft Z.E.H Deken Eyskens deze kerk ingewijd en een aantal voorwerpen van het oude kerkje werden meegenomen naar de nieuwe kerk. Het oude kerkje werd na de bouw van deze nieuwe kerk afgebroken.
De volgende voorwerpen werden meegenomen: een beeld van de H. Odrada, een koperen kandelaar, koperen armen die een kaars kunnen dragen en twee biechtstoelen gemaakt van hout in de stijl van Lodewijk de zestiende. Nadien werden er meer meubels toegevoegd aan de kerk. Een preekstoel werd toegevoegd in 1877, een tabernakel in 1896 en een hoofdaltaar in 1903. In de kerk was er plek voor 660 mensen. In 1899 was er het volgende in de kerk aanwezig: drie altaren, een doopvont, een orgel, een preekstoel, twee biechtstoelen, twee klokken, twee kelken en twee cibories. Ook had de kerk een geschilderd raam.
Tijdens de Tweede Wereldoorlog werd de eerste klok meegenomen door de Duitsers, daarna werd er een andere klok in de plaats gezet. De pastorie werd voor een deel heropgebouwd in 1870 en in 1894 vergroot, dit kostten samen 1.000 fr. De pastorie werd nogmaals vergroot in 1902.  
In 1955 werd voor het eerst een melding gemaakt door de kerkraad voor het vernieuwen van de kerk. Deze was te klein en versleten ten opzichte van het aantal parochianen van Millegem. De definitieve toelating voor het bouwen van de nieuwe kerk werd gegeven door Kardinaal Van Roey in 1956. In 1957 werd het voorontwerp van de Sint-Odradakerk door de kerkraad goedgekeurd. De architect heette J. Gabriëls, zijn ontwerp had een modern-gotische stijl, waarbij een aangebouwde westtoren en een winterkapel niet ontbrak. Het grondplan van de nieuwe kerk had ook een kruisvormig grondplan en het hoofdaltaar is naar het Oosten gericht. De kerk werd 42 meter hoog en had plek voor 600 stoelen. Naast het hoofdaltaar bevatte de kerk nog een ander altaar en ook ontbrak het Sint-Odradabeeld, daterend van de 17e eeuw, niet. In 1959 werden de werken aangevat.
De nieuwe kerk werd ingewijd op 5 augustus 1961, datzelfde jaar werd de oude gesloopt. De plaats van de oude kerk werd opgevuld met een plein en een parkeerplaats. De eerstesteenlegging heeft plaatsgevonden in oktober 1961. Tevens werd er een gedenksteen geplaatst. Er waren vele mensen aanwezig op het moment van de kerkwijding: Millegemnaren, seminaristen, Eerw. Broeders en Zusters, priesters, godsdienstleraar van de vakschool en pastoors uit Mol. De geestelijken liepen van de oude kerk naar de nieuwe. De nieuwe kerk werd eerst vanbuiten en daarna binnenin ingezegend. Dit alles duurde zo’n anderhalf uur.

### Bekostiging herbouw (1961)
De heropbouw en het vergroten van de tweede kerk kostten alles bij elkaar 1.000 fr. 
Voor de bouw van de huidige Sint-Odradakerk kocht de kerkraad een stuk grond aan van 25 a. Dit werd betaald door ongeveer 3.800 stuks mijnhout te verkopen aan de heer P. Kerkhofs. Om de bouw van de kerk zelf te betalen kreeg N.V. Arbo 8.352.024,01 fr. Dit lag nog steeds 170.000 fr. onder hun raming. De elektriciteitswerken werd uitgevoerd door Frans Loots en kostten 286.229 fr. De verwarmingsinstallatie werd gezet door D E P en bedroeg 269.480 fr.
De kosten van de bouw van de kerk werd verdeeld onder de Belgische Staat zelf, deze zou 30% van de kosten betalen, de Provincie betaalde 200.000 fr., Domus Dei betaalde één miljoen. Toch kwamen ze nog 2.800.000 frank tekort. Om deze kost te dekken werden de goederen uit de kerk verkocht. Ook werd er gebruik gemaakt van tombola’s, er werden zomerfeesten gehouden, film- en tentoonvoorstellingen, beelden werden verkocht... Op deze evenementen vroeg men dan een bijdrage voor de bouw van de kerk. 
In 1957 werd de bouwclub Millegem opgericht. Deze verzamelde in totaal een half miljoen frank. Daarnaast werd er ook elk jaar vanaf 1959 een bouwkermis gehouden. De eerste kermis bracht 115.000 frank op en later werden er ook nog handelstentoonstellingen gehouden in de jongensschool.
Ook leningen werden afgesloten door het Gemeentekrediet van België. In 1959 en in 1960 leenden zij één miljoen frank uit en in 1961 972.500 fr. Pastoor Jonghmans heeft ook een flinke bijdrage geleverd. Hij ging langs in naburige kerken om om geld te vragen of om mee deel te nemen aan de Bouwclub. Hij verzamelde uit Retie 15.300 frank, uit Olmen 4.000 fr., 5.700 fr. uit Sluis, 8.000 fr. uit Ezaart, 8.200 frank uit Wezel, 4.600 fr. kwam van Malou en 24.157 fr. werd gegeven door Mol-Centrum.
De Sint-Odradakerk is als bouwkundig erfgoed vastgesteld onder de naam ‘Parochiekerk Sint-Odrada’ sinds 14 september 2009.

## Beknopte chronologie
| Kerken te Millegem | Kerken te Millegem |
| ------------------ | ------------------ |
| Circa 1400 – 1858  | Oudste kerkje      |
| 1858 – 1961        | Tweede kerk        |
| 1959 – nu          | Sint-Odradakerk    |

## Pastoors
| Periode     | Pastoor                      |
| ----------- | ---------------------------- |
| 1400        | E.H. Gerardus Conen          |
| 1462 – 1479 | E.H. Joannes Verbruggen      |
| 1479 – 1522 | E.H. Joannes Wilborst        |
| 1529 – 1530 | E.H. Henricus Van den Brande |
| 1533        | E.H. Jaspers Theeus          |
| 1534 – 1537 | E.H. Wilhelmus               |
| 1655 – 1698 | Guilhelmis Lauwers           |
| 1700        | E.H. Petrus Gerardi          |
| 1854 – 1874 | Joannes Cornelius Roefs      |
| 1875 – 1897 | E.H. Frans Deckers           |
| 1897        | E.H. Guilhelmus Luyten       |
| 1950-1979   | E.H. Jonghmans               |

## Binnenkant kerk
De binnenkant van de nieuwe Sint-Odradakerk had bakstenen muren met een spiegelende vloer, voor een groot deel bestaande uit Italiaans marmer en de typische spitbogen aan het plafond. Daarnaast bevat de kerk ook ambones van Franse steen met balustrades van smeedwerk, een verlichtingsinstallatie, een hoogaltaar van zwart marmer en een Christusbeeld van verzilverd koper. Er stond ook een eiken kruis van acht meter hoog achter het altaar. Ook was er een nieuwe orgel aanwezig.

## Buitenkant kerk
De kerk is een georiënteerde longitudinale kruiskerk die er vrij somber uitziet. De Sint-Odradakerk is van bakstenen gemaakt in de modern- gotische stijl. Typisch aan deze stijl is dat de kerken gewoonlijk gemaakt worden uit baksteen en ook de soberheid is een typisch kenmerk van deze bouwstijl. De Sint-Odradakerk bevat grote ramen met vele herkenbare kleine raampjes en is een grote, 42 meter hoge kerk.

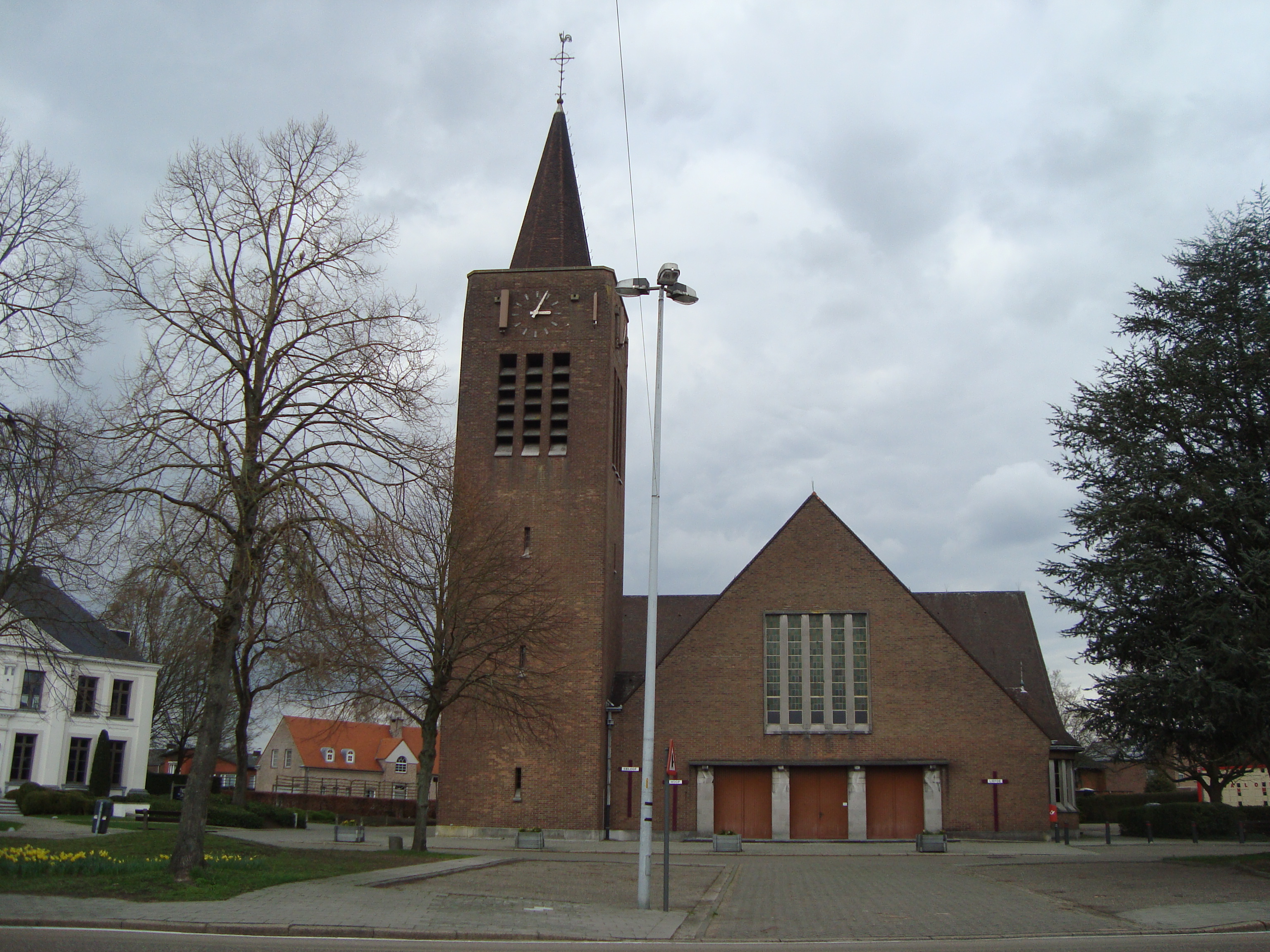
Voorkant van de Sint-Odradakerk te Millegem
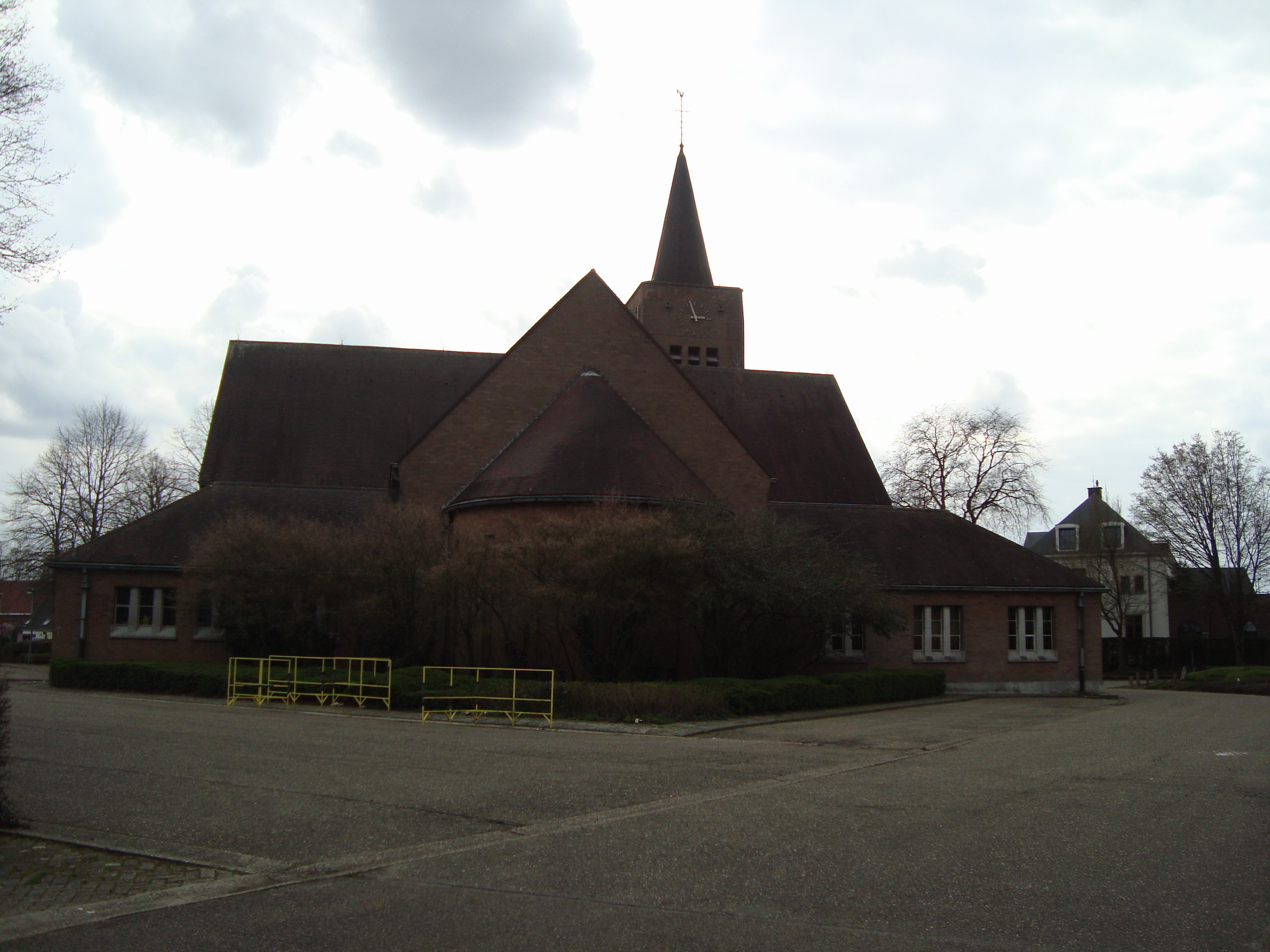
Achterkant van de Sint-Odradakerk te Millegem
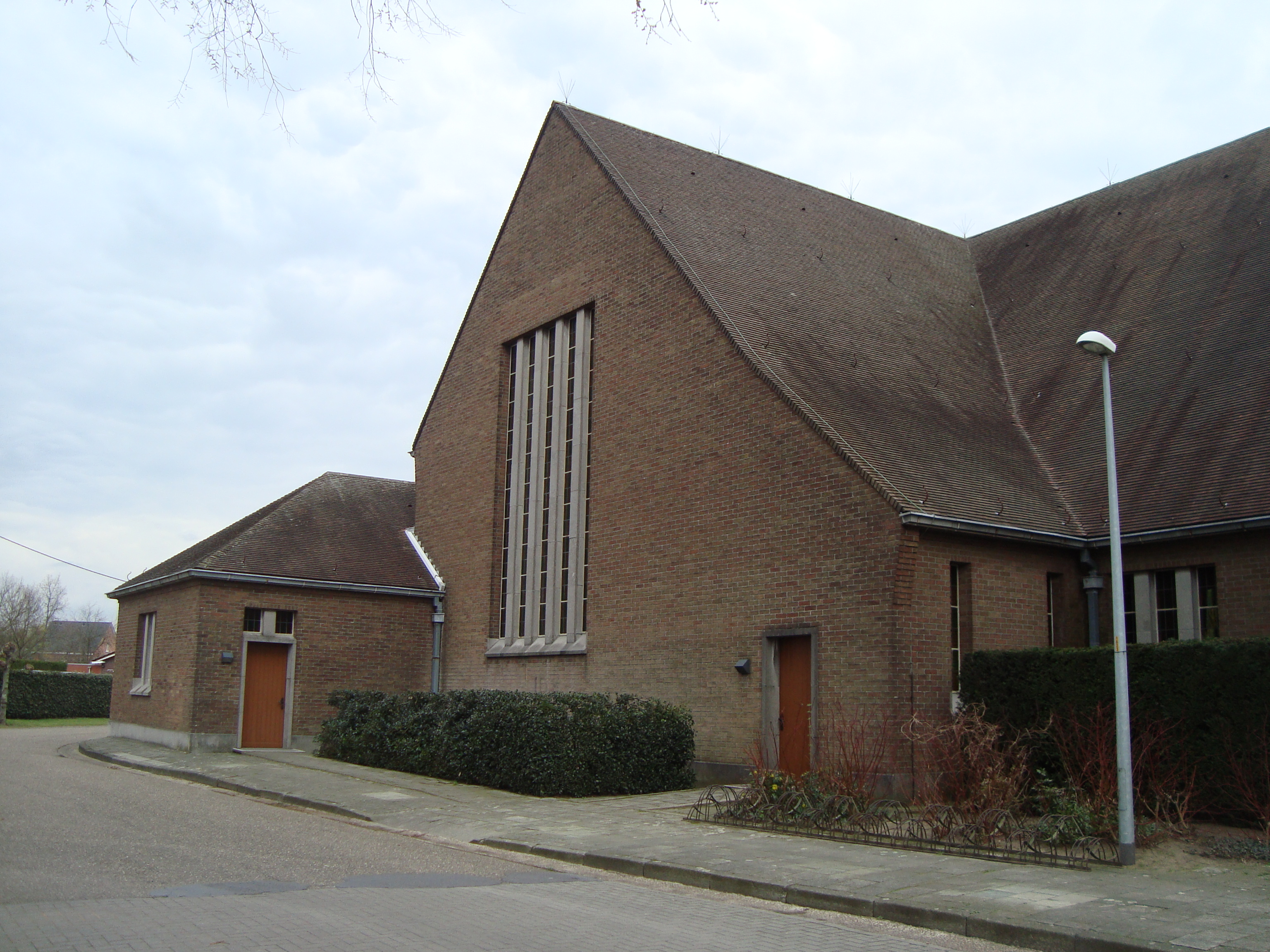
Zijaanzicht van de Sint-Odradakerk te Millegem
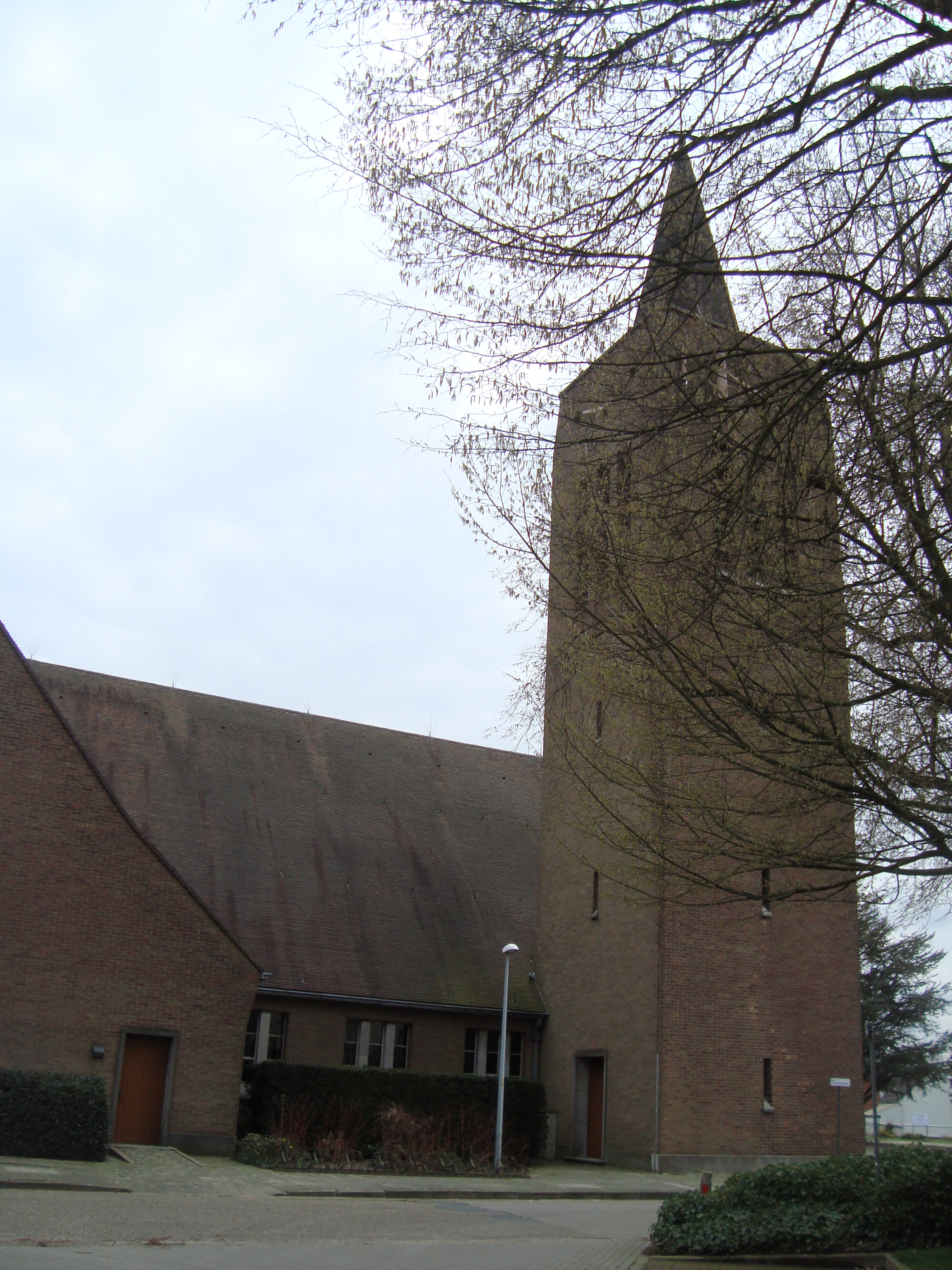
Zijaanzicht van de Sint-Odradakerk te Millegem

## Koninklijke Harmonie Sint-Odrada uit Mol-Millegem
De harmonie bestaat sinds oktober 1928 waar de harmonie toen de ‘Harmonie Sint-Odrada’ heette. De vroegere muziekvereniging, harmonie de Klauwaerts genaamd, werd bij de nieuwe harmonie gevoegd. In 1960 werd de harmonie een fanfare en in 1963 ontstond er een drumband onder de harmonie. Bij het 50-jarige jubileum ontvingen zij de titel ‘Koninklijke’. Er was een gebrek aan interesse van jongeren in 1991 en de drumband werd opgeheven. Daarom probeerden de band jongeren aan te spreken met blaasinstrumenten. Dit had succes en de harmonie gaf notenleer en praktijklessen aan 48 jongeren. Hierna kende de harmonie een grote bloei. De harmonie vierde in 2003 haar 75 – jarige jubileum, hier werd ook weer de drumband met succes heropgericht.
In 2019 bestaat de Koninklijke Harmonie Sint- Odrada uit 4 deelgroepen: de harmonie zelf, de A.M.Brass Band, de Miloband en het instapoorkest MiBeMol. Ze zijn in totaal met ongeveer 75 spelende leden. Daarnaast bestaat de harmonie ook uit een wandelgroep, De Harmoniestappers. De Harmoniestappers telt ongeveer 45 leden.

### Prijzen en titels
De harmonie is in 2008, ter gelegenheid van het provinciaal toernooi, gepromoveerd naar de afdeling Uitmuntendheid. Het project van de harmonie, Grenzeloos genaamd, werd in 2009 bekroond met de Culturele Publieksprijs van de gemeente Mol.
| Voorzitterschap | Voorzitterschap  |
| --------------- | ---------------- |
| Voor 2001       | Louis Hannes     |
| 2001 – 2007     | Dré Mertens      |
| Sinds 2007      | Mieke Verachtert |

| Dirigenten  | Dirigenten          |
| ----------- | ------------------- |
| 1982 – 2004 | Ronald Buersens     |
| 2004 – 2005 | Bernd van Echelpoel |
| 2005 – 2016 | Tessa Vonck         |
| Sinds 2016  | Marc Dufour         |